# مقاطعة وارتون (تكساس)
مقاطعة وارتون (بالإنجليزية: Wharton  County)‏ هي إحدى المقاطعات في ولاية تكساس، الولايات المتحدة الأمريكية وحسب تعداد الولايات المتحدة 2010, فأن المقاطعة يسكنها 41,280 شخص.
وتم تسميتها بهذا الاسم من بعد الاخوين ويليام ايتش وارتون وجون اوستن وارتون.

## جغرافيا
حسب مكتب تعداد الولايات المتحدة فأن الولاية تقع على مساحة 2,830 كيلومتر مربع (1,094 ميل مربع), منها 2,810 كيلومتر مربع (1,086 ميل مربع) منها أراضي صلبه و21 كيلومتر مربع (8.2 ميل مربع) منها هي مياه.
تقع المقاطعة على بعد 210 كيلومتر (130 ميل) غربي شرق من أوستن (تكساس).

### مقاطعات مجاورة
- مقاطعة أوستن (تكساس) (شمال)
- مقاطعة فورت بيند (تكساس) (شمال الشرقي)
- مقاطعة برازوريا (تكساس) (شرق)
- مقاطعة ماتاغوردا (تكساس) (جنوب شرقي)
- مقاطعة جاكسون (تكساس) (جنوب غربي)
- مقاطعة كولورادو (تكساس) (شمال غربي)

## أعلام
- هورتون فوت